# Calloodes atkinsoni
Calloodes atkinsoni är en skalbaggsart som beskrevs av Waterhouse 1868. Calloodes atkinsoni ingår i släktet Calloodes och familjen Rutelidae. Inga underarter finns listade.